# Loened Fall
Loened Fall (en breton, « mauvaises bêtes, vauriens ») est un groupe de musique bretonne, composé d'un couple de chanteurs de kan ha diskan, et d'instrumentistes. Ils jouent principalement de la musique à danser et se produisent en fest-noz.

## Historique

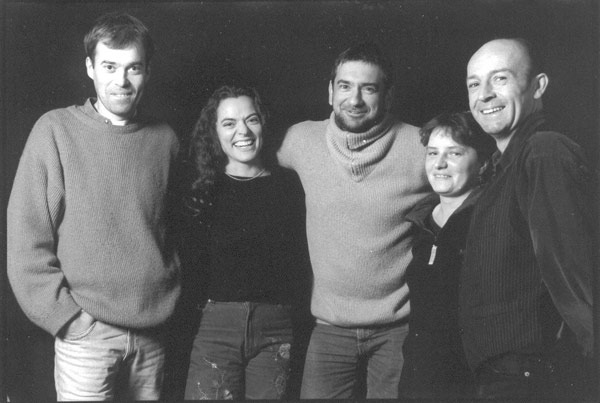
Le groupe en 2010

Loened Fall fait sa première apparition sur scène à Plélo (Côtes-d'Armor) le 13 janvier 1996, autour des voix de Marthe Vassallo et de Ronan Guéblez, la bombarde de Sabine Le Coadou (jusqu'en 2011), le violon d’Hervé Bertho et la guitare de Marc Thouénon.
Loened Fall se produit principalement dans les 5 départements bretons mais aussi dans l’hexagone, en particulier en région parisienne, et à l'étranger également (deux fois en Suisse, au Japon lors d’une tournée en juin 2008).
Le premier album, An deizioù a zo berr, enregistré en public et sorti en 1998, reçoit le Grand prix du disque Produit en Bretagne catégorie Musique Bretonne. La chanteuse vannetaise Nolùen Le Buhé accompagne de son accent l'une des 14 danses bretonnes.
En 2003 sort un nouvel album, Gouez ! : À L'État Sauvage, avec la participation de Noluen Le Buhé et Marcel Guilloux.
En 2008, l’album Deus logodenn ’vez ket razh est accompagné d’un DVD présentant des séquences de répétitions, d’interviews, ainsi que des extraits de fest-noz. L'été 2010, le groupe est programmé au festival interceltique de Lorient. 
En 2016, c'était les 20 ans de Loened Fall à Pontivy  et en 2021, les 25 ans de scène à Plélo 

## Membres
Formule à cinq :
- Chant : Marthe Vassallo et Ronan Guéblez
- Guitare, bouzouki : Marc Thouénon
- Violon : Hervé Bertho
- Bombarde : Ronan Le Dissez (br)

Thomas Lotout est arrivé en 2012 et a été remplacé en 2015 par Ronan Le Dissez (br). Il arrive qu'un des chanteurs soit remplacé par la chanteuse vannetaise Nolùen Le Buhé, ou encore le chanteur Christian Rivoalen.

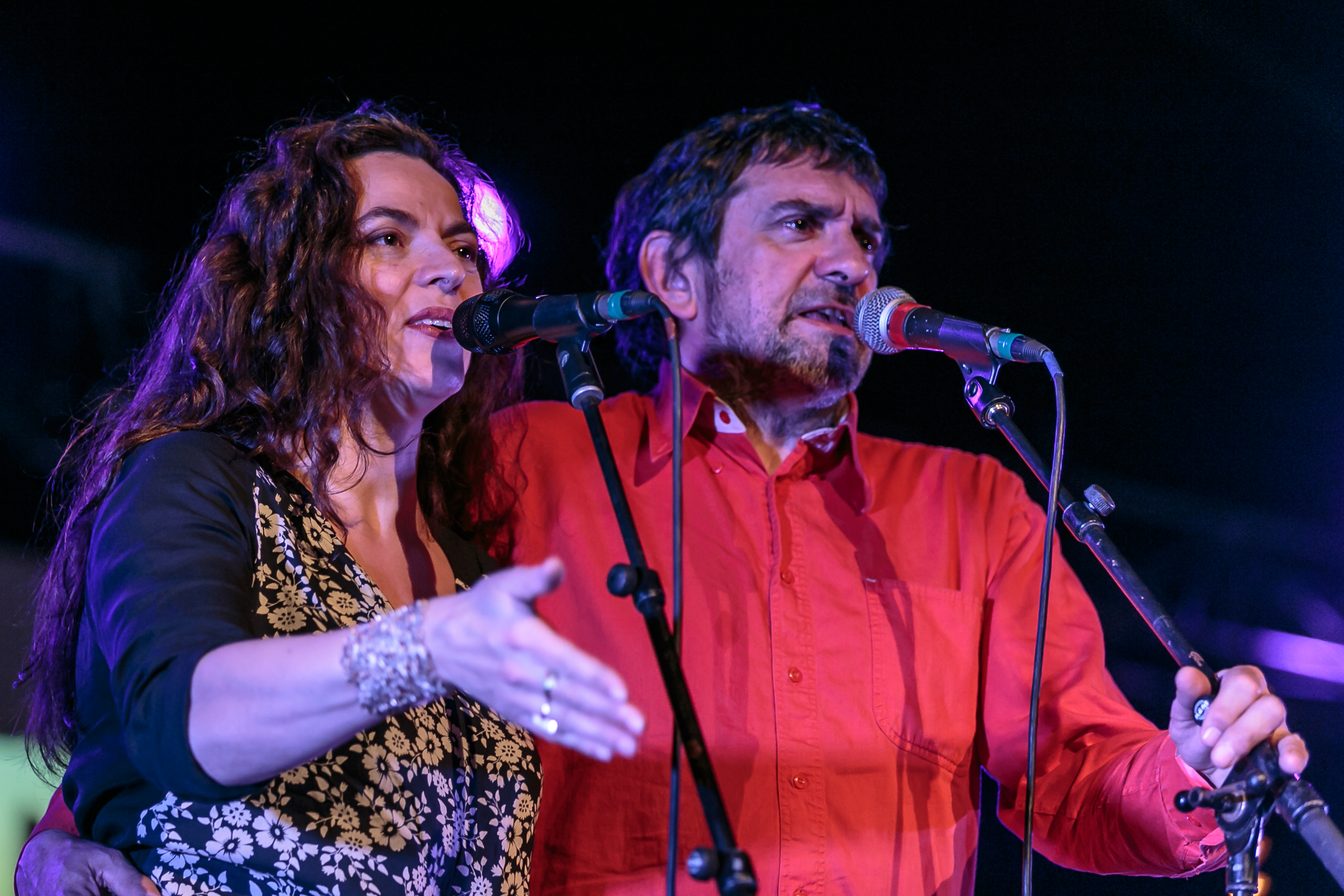
Marthe Vassallo et Ronan Guéblez
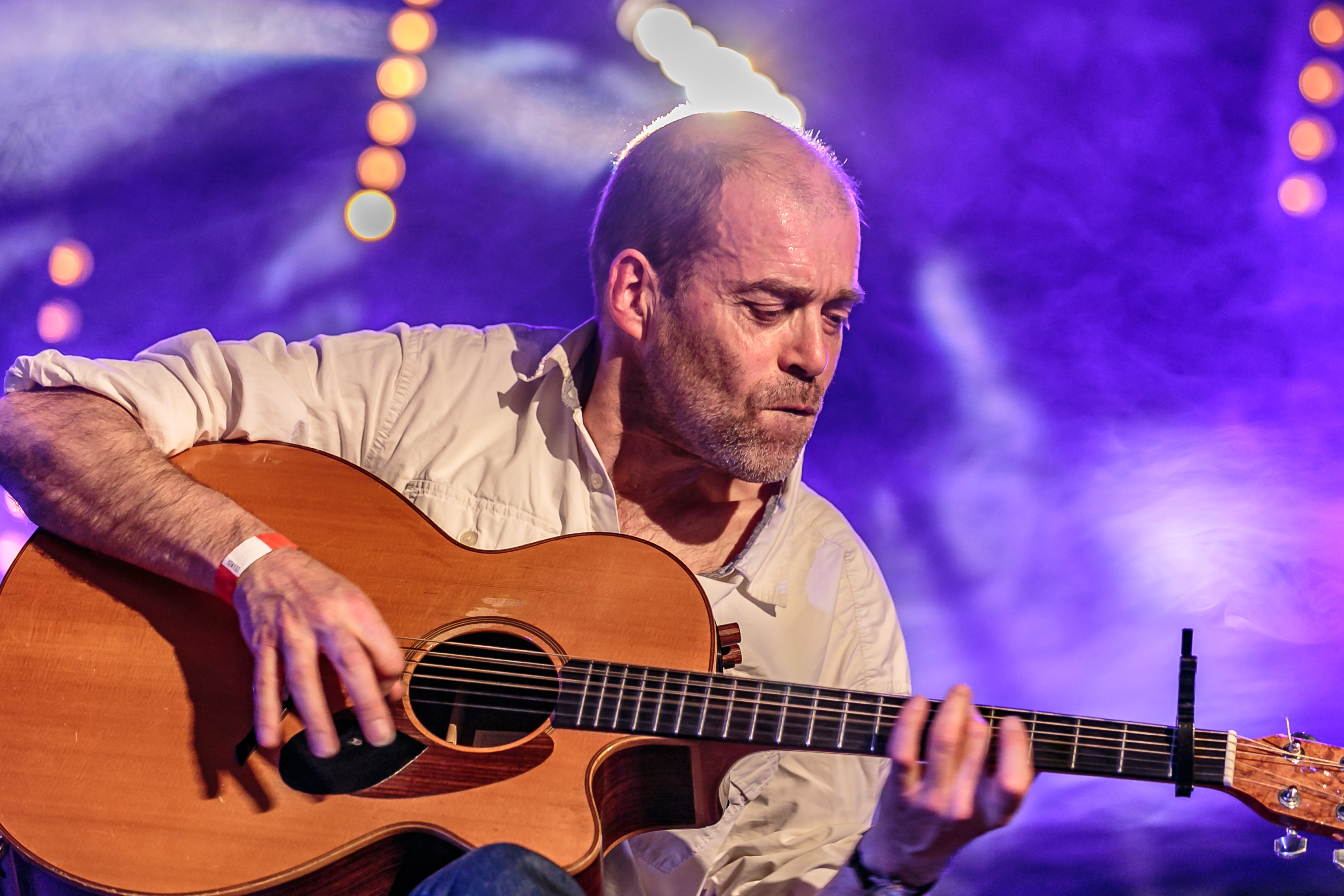
Marc Thouénon
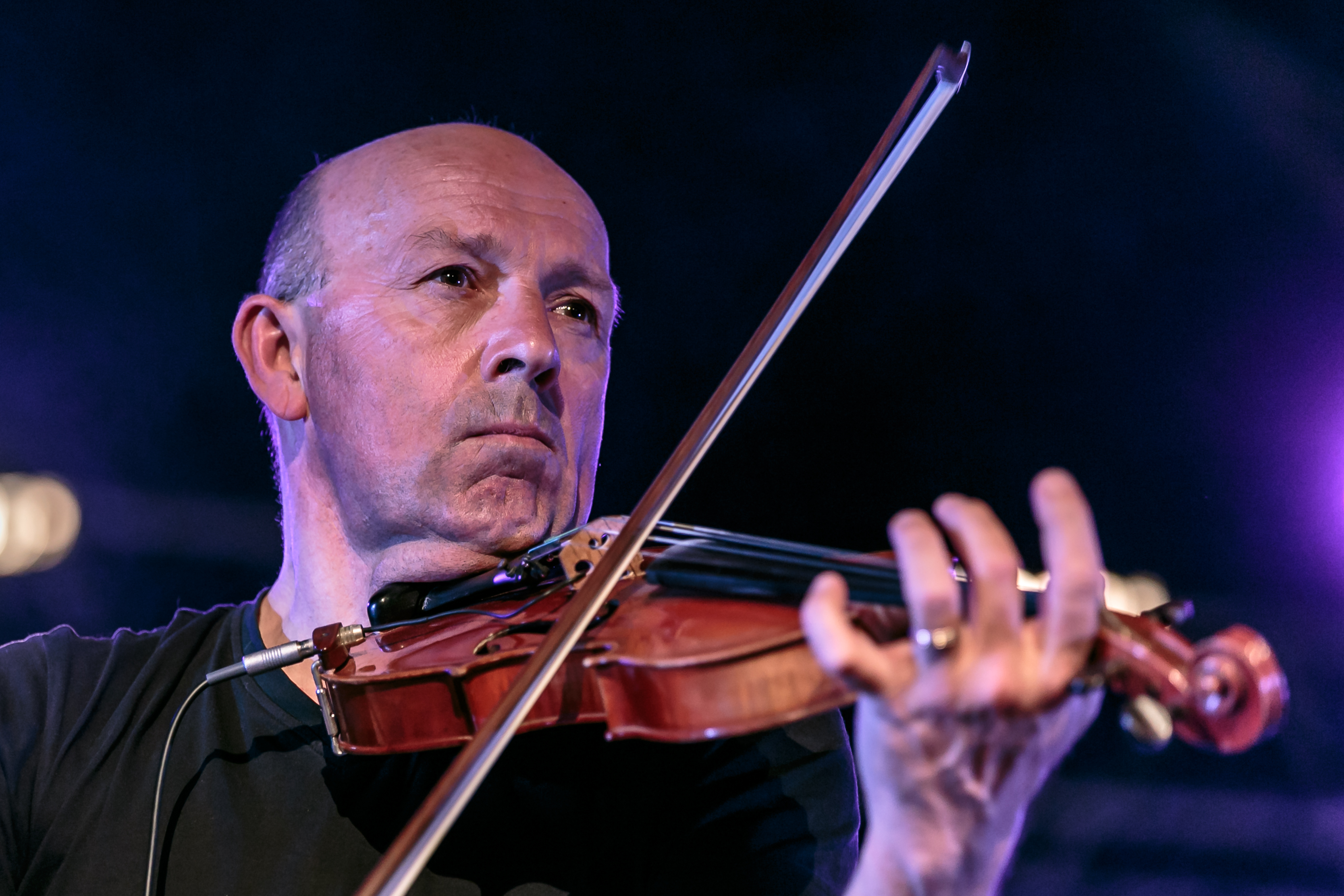
Hervé Bertho
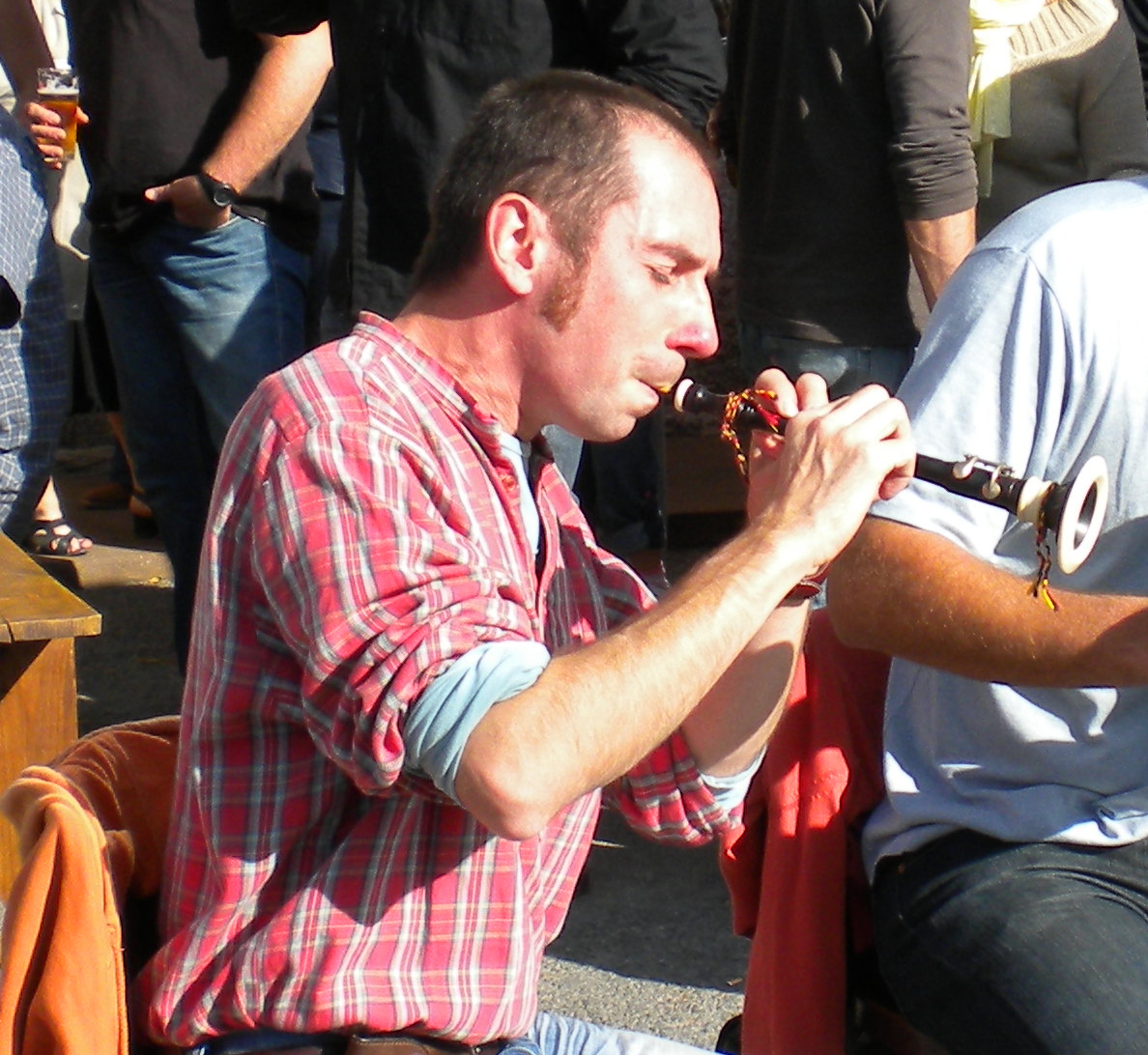
Ronan Le Dissez

## Discographie
- 1999 : An deizioù 'zo berr, An Naer Produksion (Prix Musical Produit en Bretagne)
- 2003 : Gouez !, An Naer Produksion
- 2008 : Diwar logodenn 'vez ket razh, An Naer Produksion
- 2014 : Vel ba'r gêr, An Naer Produksion
- 2025 : Start da lac'ho

### Participations
- 2007 : Anthologie de la Musique Bretonne (2 CD Coop Breizh)